# 蒂姆·赫巴赫
蒂姆·赫巴赫（Tim Heubach，1988年4月12日—），是一名德国职业足球员，司职后卫。目前效力马来西亚足球超级联赛俱乐部雪兰莪。

## 俱乐部生涯
2006年蒂姆·赫巴赫正式加入门兴格拉德巴赫二队开始职业生涯，于2012年蒂姆·赫巴赫离开门兴格拉德巴赫二队，加盟FSV法兰克福。
2014年蒂姆·赫巴赫以40万欧元转会至凯泽斯劳滕，他与凯泽斯劳滕签订为其3年的合同。2017年6月蒂姆·赫巴赫离开凯泽斯劳滕。
2017年蒂姆·赫巴赫转会加入以色列足球超级联赛俱乐部 内坦亚马加比。
2021年蒂姆·赫巴赫离开了内坦亚马加比，并转会马来西亚足球超级联赛俱乐部雪兰莪。